# 손배뼈

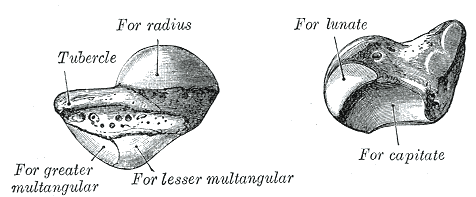

손배뼈(Scaphoid bone) 또는 주상골은 배 모양의 손목뼈이다. 발배뼈(Navicular bone)도 주상골이라고 부른다. 손목뼈 중 노뼈와 자뼈에 가까운 쪽인 근위 수근열(proximal carpal row) 중 엄지손가락쪽 뼈이다.